# Bezirk Riviera-Pays-d’Enhaut
Der Bezirk Riviera-Pays-d’Enhaut (französisch District de la Riviera-Pays-d’Enhaut) ist seit dem 1. September 2006 eine Verwaltungseinheit im Kanton Waadt in der Schweiz. Hauptort ist Vevey.
Zum Bezirk gehören folgende zwölf Gemeinden (Stand: 1. Januar 2022):
| Wappen                | Name der Gemeinde     | Einwohner (31. Dezember 2023) | Fläche in km² | Einw. pro km² |
| --------------------- | --------------------- | ----------------------------- | ------------- | ------------- |
| Blonay – Saint-Légier | Blonay – Saint-Légier | 12'343                        | 31,25         | 395           |
| Chardonne             | Chardonne             | 3'236                         | 10,31         | 314           |
| Château-d’Oex         | Château-d’Oex         | 3'624                         | 113,66        | 32            |
| Corseaux              | Corseaux              | 2'336                         | 1,06          | 2204          |
| Corsier-sur-Vevey     | Corsier-sur-Vevey     | 3'428                         | 6,74          | 509           |
| Jongny                | Jongny                | 1'915                         | 2,16          | 887           |
| Montreux              | Montreux              | 26'828                        | 33,41         | 803           |
| Rossinière            | Rossinière            | 528                           | 23,36         | 23            |
| Rougemont             | Rougemont             | 798                           | 48,54         | 16            |
| La Tour-de-Peilz      | La Tour-de-Peilz      | 12'595                        | 3,26          | 3863          |
| Vevey                 | Vevey                 | 20'139                        | 2,40          | 8391          |
| Veytaux               | Veytaux               | 1'003                         | 6,77          | 148           |
| Total (12)            | Total (12)            | 88'773                        | 282,92        | 314           |

## Veränderungen im Gemeindebestand seit 2006

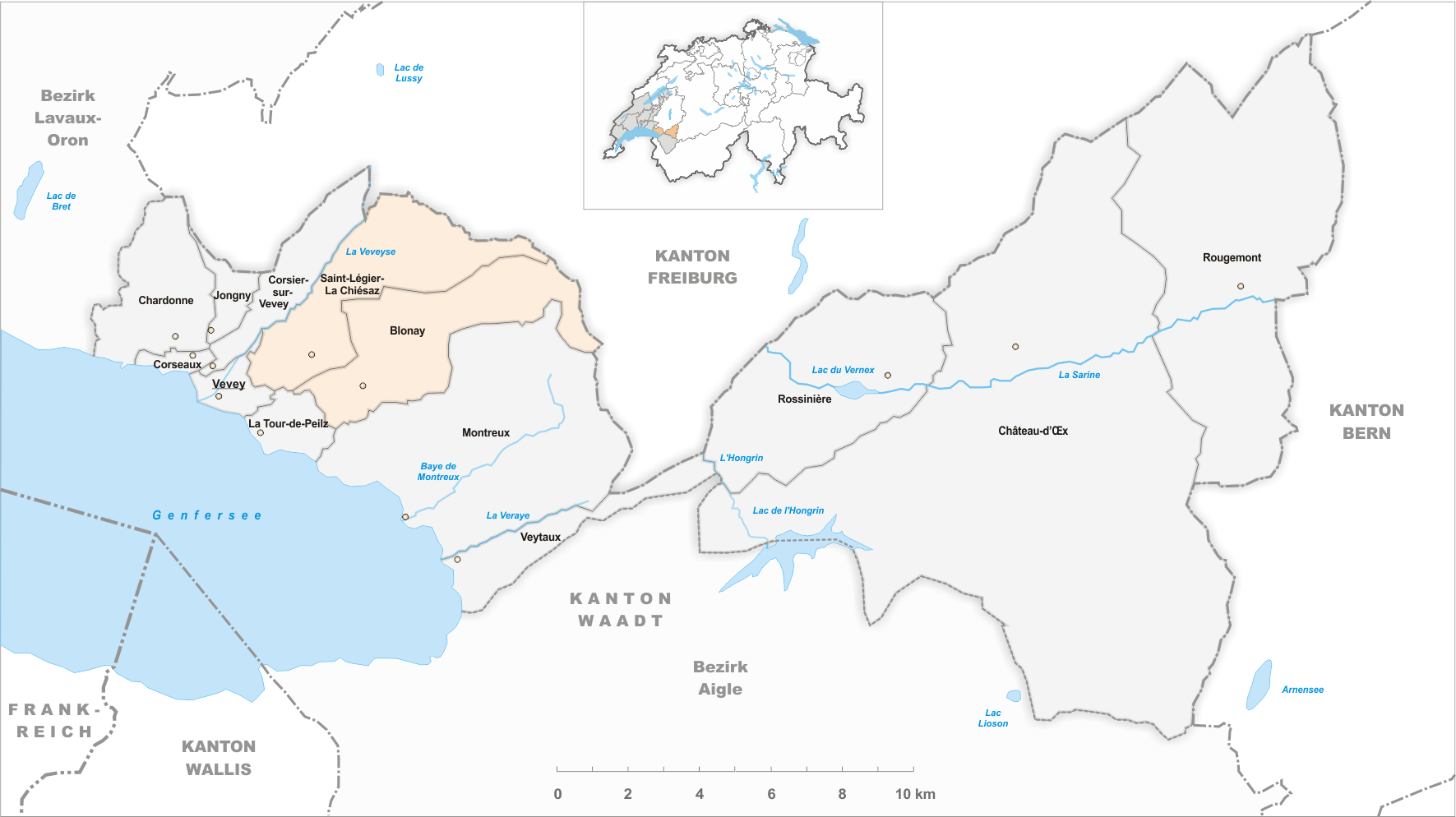
Gemeinden bis Dezember 2021

- 1. Januar 2022: Fusion Blonay und Saint-Légier-La Chiésaz  → Blonay – Saint-Légier